# Sture Koinberg
Sture Koinberg, född 1935 i Roslep i Estland, död 2018 i Stockholm, var en svensk landskapsarkitekt. Han startade ett eget landskapsarkitektkontor 1971 vars verksamhet kretsade kring upprustning och nybyggnad av bostadsområden och andra vardagsmiljöer. I slutet av sin karriär arbetade han med förnyelse av stadsmiljöer och upprustningar av landskap och parker samt med landskapsinventeringar och analyser.
Sture Koinberg var involverad i cirka 1 700 projekt under sitt långa yrkesliv från upprustning av utemiljöer i miljonprogramsområden som Granängsringen i Bollmora, Tyresö till utformning av offentliga miljöer som Vasamuseet i Stockholm. Han valdes 1988 in som ledamot av Kungliga Akademien för de fria konsterna.
Koinberg kom som flykting till Sverige 1944 från byn Roslep i den svensktalande delen av västra Estland som ibland kallas för Aiboland.